# Калифорнийски щатски път 92
Калифорнийски щатски път 92 или за кратко 92 както го наричат българите в Калифорния (Route 92, California State Route 92) е щатски път, който обхваща разстоянието между Хаф Мун Бей, през моста Сан Матео-Хейуърд, и Хейуърд в Калифорния, САЩ.
92 е дълъг 45 км (28 мили). 92 има югозападно-североизточна насоченост (югозападна от Тихия океан към североизточна през подрайон „Полуострова“, над залива, до Хейуърд).
Пътните знаци на всички калифорнийски щатски пътища, като този например, имат формата на лопата в чест на Калифорнийската златна треска.